# Карашилик (Бурабайский район)
Карашили́к (каз. Қарашілік) — село в Бурабайском районе Акмолинской области Казахстана. Входит в состав Урумкайского сельского округа. Код КАТО — 117061700.

## География
Село расположено в южной части района, на расстоянии примерно 9 километров (по прямой) к юго-западу от административного центра района — города Щучинск, в 16 километрах к северо-востоку от административного центра сельского округа — села Урумкай.
Абсолютная высота — 405 метров над уровнем моря.
Климат холодно-умеренный, с хорошей влажностью. Среднегодовая температура воздуха положительная и составляет около +2,7°С. Среднемесячная температура воздуха в июле достигает +18,5°С. Среднемесячная температура января составляет около -15,2°С. Среднегодовое количество осадков составляет около 455 мм. Основная часть осадков выпадает в период с мая по август.
Ближайшие населённые пункты: село Корнекты — на юге, село Златополье — на западе, город Щучинск — на северо-востоке.

## Население
В 1989 году население села составляло 701 человек (из них казахи — 48 %, русские — 35 %).
В 1999 году население села составляло 774 человека (381 мужчина и 393 женщины). По данным переписи 2009 года в селе проживало 665 человек (338 мужчин и 327 женщин).
| Численность населения | Численность населения | Численность населения |
| 1989                  | 1999                  | 2009                  |
| --------------------- | --------------------- | --------------------- |
| 701                   | ↗774                  | ↘665                  |

## Улицы[6]
- ул. Ленина
- ул. Мира
- ул. Молодежная
- ул. Победы
- ул. Целинная
- ул. Школьная